# Кринички (Голованівський район)
Кринички́ —  село в Україні, у Новоархангельській селищній громаді Голованівського району Кіровоградської області. Населення становить 154 осіб.

## Населення
Згідно з переписом УРСР 1989 року чисельність наявного населення села становила 141 особа, з яких 60 чоловіків та 81 жінка.
За переписом населення України 2001 року в селі мешкали 154 особи.

### Мова
Розподіл населення за рідною мовою за даними перепису 2001 року:
| Мова       | Відсоток |
| ---------- | -------- |
| українська | 93,51 %  |
| молдовська | 3,90 %   |
| російська  | 1,95 %   |
| білоруська | 0,65 %   |